# Elisabet Dillner
Nanny Elisabet Dillner, född 28 augusti 1895, död 3 augusti 1971, var en svensk sjuksköterska, skolledare och  medicinhistorisk författare. 

## Biografi
Elisabet Dillner avlade examen vid Röda Korsets sjuksköterskeskola i Stockholm. Först arbetade hon som instruktionssköterska, men hade tjänsten som rektor för Uppsala sjuksköterskehems sjuksköterskeskola 1935–1955. Hon var även kyrkofullmäktig, landstingsledamot och styrelseledamot i Svensk sjuksköterskeförening.
Elisabet Dillner intresserade sig tidigt för medicinhistoria och har skrivit Sjuksköterskeutvecklingen inom Svenska Röda korset åren 1866–1934 (1934) och Åtta decennier (1948). Hon utsågs 1961 till medicine hedersdoktor vid Uppsala universitet.
Elisabet Dillner tillhörde släkten Dillner i Jämtland och var dotter till översten Herman Dillner (1856–1928) och Anna Odelberg (1861–1921). Hennes farfars farbror var Johan Dillner. Hon är gravsatt på Solna kyrkogård.